# 하야시 도시히로
하야시 도시히로(일본어: 林 俊宏, 1944년 4월 6일 ~ )는 일본의 전 프로 야구 선수이자 야구 지도자이다. 아이치현 나카가와구 야나기보리초 출신이며 현역 시절 포지션은 내야수와 투수였다. 본명은 하야시 도시히코(林 俊彦)이다.

## 인물
주쿄 상업고등학교 시절엔 스리쿼터 투구법의 속구파 좌완으로서 활약하는 등 팀 동기이자 포수인 기마타 다쓰히코와 배터리를 구성했다. 2학년 때인 1961년에 1년 선배인 에이스 야마나카 다쓰미의 대기 투수로서 하계 고시엔 대회(제43회 전국 고등학교 야구 선수권 대회)에 출전했다. 준준결승에 진출했지만 나미쇼 고등학교의 에이스 오자키 유키오에게 막혀 완봉패를 당했다. 이 대회에서는 야마나카를 구원하고 전 경기에 등판했다. 그해 아키타현에서 열린 국민 체육 대회에도 출전했는데 결승에서는 선발을 맡아 호토쿠가쿠엔 고등학교를 6대 1로 꺾고 우승을 이끌었다. 야마나카 외에도 1년 선배의 팀 동료에는 에토 쇼조, 아이바 요시히로, 오모리 히데오 등이 있었다.
3학년 때 에이스로서 고시엔 대회에 춘계와 하계 대회를 연속 출전했다. 1962년 춘계 선발 대회(제34회 선발 고등학교 야구 대회)에서는 이즈모 상업고등학교, 기후 고등학교를 연속해서 완봉승을 거두며 준결승에 진출했지만 니혼 대학 제3고등학교에게 끝내기 패배를 당했다. 하계 선수권 대회(제44회 전국 고등학교 야구 선수권 대회)에서는 두 차례의 완봉승을 기록, 준준결승전에서도 가고시마 상업고등학교의 하마사키 마사토와 투수전을 펼쳐 승리했다. 그러나 준결승전에서 이 해에 춘계와 하계 대회에서 연패를 달성한 사쿠신가쿠인 고등학교의 가토 다케시에게서 완봉패를 당했다.
고교 졸업 후 1963년 난카이 호크스에 입단했는데 이듬해부터 선발 투수로서 두각을 나타내는 등 1965년에 17승 3패와 승률 8할 5푼을 기록하여 최고 승률 타이틀을 획득했다. 그해 요미우리 자이언츠와 맞붙은 일본 시리즈에서도 유일한 승리인 완투승을 기록했다. 하지만 이듬해 1966년부터 1967년까지 어깨 통증으로 고전했고 1968년에는 선발로 복귀하여 시즌 7승을 올렸지만 그 이후에는 컨디션이 좋아지지 않아 등판 기회가 줄어들었다. 1970년 시즌 도중에 등록명을 하야시 도시히코(林 俊彦)에서 ‘하야시 도시히로’로 변경했고 1971년에는 내야수로 전향했다. 내야수로 전향한 뒤 대타를 중심으로 기용됐지만 1975년에는 1루수로서 가시와바라 준이치와 병용돼 44경기에 선발 출전했다. 
이후에는 출전 기회가 줄어들면서 코치 겸임이 된 1978년을 끝으로 현역에서 은퇴했고 그 후에도 난카이에 잔류하여 2군 투수 코치(1979년 ~ 1982년, 1985년 ~ 1986년)를 지냈다.
타석에는 ‘양타’로 등록된 시즌이 있었다(1976년).

## 상세 정보

### 출신 학교
- 주쿄 상업고등학교

### 선수 경력
- 난카이 호크스(1963년 ~ 1978년)

### 지도자 경력
- 난카이 호크스 1군 투수 코치(1978년)
- 난카이 호크스 2군 투수 코치(1979년 ~ 1982년, 1985년 ~ 1986년)

### 수상·타이틀 경력

#### 타이틀
- 최고 승률 : 1회(1965년)

#### 수상
- 일본 시리즈 우수 선수상 : 1회(1965년)

### 개인 기록
- 올스타전 출장 : 1회(1965년)

### 등번호
- 28(1963년 ~ 1978년)
- 82(1979년 ~ 1980년, 1986년)
- 83(1981년 ~ 1982년)
- 74(1985년)

### 연도별 투수 성적
| 연 도      | 소 속      | 등 판 | 선 발 | 완 투 | 완 봉 | 무 4 구 | 승 리 | 패 전 | 세 이 브 | 홀 드 | 승 률 | 타 자 | 이 닝 | 피 안 타 | 피 홈 런 | 볼 넷 | 고 4 | 몸 맞 | 탈 삼 진 | 폭 투 | 보 크 | 실 점 | 자 책 점 | 평 자 책 | W H I P |
| ---------- | ---------- | ----- | ----- | ----- | ----- | ------- | ----- | ----- | -------- | ----- | ----- | ----- | ----- | -------- | -------- | ----- | ---- | ----- | -------- | ----- | ----- | ----- | -------- | -------- | ------- |
| 1963년     | 난카이     | 13    | 3     | 0     | 0     | 0       | 0     | 2     | --       | --    | .000  | 74    | 16.1  | 21       | 1        | 6     | 0    | 1     | 11       | 0     | 0     | 6     | 6        | 3.31     | 1.65    |
| 1964년     | 난카이     | 49    | 8     | 2     | 1     | 0       | 3     | 5     | --       | --    | .375  | 366   | 91.0  | 72       | 4        | 30    | 0    | 4     | 89       | 0     | 0     | 29    | 29       | 2.87     | 1.12    |
| 1965년     | 난카이     | 33    | 26    | 8     | 4     | 1       | 17    | 3     | --       | --    | .850  | 760   | 192.0 | 136      | 20       | 58    | 2    | 4     | 152      | 0     | 0     | 57    | 48       | 2.25     | 1.01    |
| 1966년     | 난카이     | 4     | 1     | 0     | 0     | 0       | 0     | 0     | --       | --    | ----  | 36    | 8.2   | 7        | 0        | 2     | 0    | 1     | 6        | 0     | 0     | 2     | 2        | 2.08     | 1.04    |
| 1967년     | 난카이     | 6     | 0     | 0     | 0     | 0       | 0     | 1     | --       | --    | .000  | 46    | 9.1   | 14       | 2        | 3     | 0    | 1     | 8        | 0     | 0     | 7     | 6        | 5.79     | 1.82    |
| 1968년     | 난카이     | 25    | 19    | 2     | 0     | 0       | 7     | 4     | --       | --    | .636  | 397   | 98.2  | 87       | 17       | 26    | 1    | 5     | 40       | 0     | 2     | 45    | 40       | 3.65     | 1.15    |
| 1969년     | 난카이     | 19    | 3     | 0     | 0     | 0       | 2     | 2     | --       | --    | .500  | 233   | 52.2  | 65       | 8        | 11    | 0    | 1     | 23       | 1     | 0     | 36    | 31       | 5.30     | 1.44    |
| 1970년     | 난카이     | 1     | 0     | 0     | 0     | 0       | 0     | 0     | --       | --    | ----  | 10    | 2.0   | 3        | 1        | 1     | 0    | 0     | 1        | 0     | 0     | 3     | 2        | 9.00     | 2.00    |
| 통산 : 8년 | 통산 : 8년 | 150   | 60    | 12    | 5     | 1       | 29    | 17    | --       | --    | .630  | 1922  | 470.2 | 405      | 53       | 137   | 3    | 17    | 330      | 1     | 2     | 185   | 164      | 3.14     | 1.15    |

- 굵은 글씨는 시즌 최고 성적.

### 연도별 타격 성적
| 연 도       | 소 속       | 경 기 | 타 석 | 타 수 | 득 점 | 안 타 | 2 루 타 | 3 루 타 | 홈 런 | 루 타 | 타 점 | 도 루 | 도 루 자 | 희 생 번 | 희 생 플 | 볼 넷 | 고 4 | 사 구 | 삼 진 | 병 살 타 | 타 율 | 출 루 율 | 장 타 율 | O P S |
| ----------- | ----------- | ----- | ----- | ----- | ----- | ----- | ------- | ------- | ----- | ----- | ----- | ----- | -------- | -------- | -------- | ----- | ---- | ----- | ----- | -------- | ----- | -------- | -------- | ----- |
| 1963년      | 난카이      | 13    | 1     | 1     | 0     | 0     | 0       | 0       | 0     | 0     | 0     | 0     | 0        | 0        | 0        | 0     | 0    | 0     | 0     | 0        | .000  | .000     | .000     | .000  |
| 1964년      | 난카이      | 49    | 22    | 18    | 2     | 5     | 2       | 0       | 1     | 10    | 2     | 0     | 0        | 1        | 0        | 1     | 0    | 2     | 2     | 0        | .278  | .381     | .556     | .937  |
| 1965년      | 난카이      | 36    | 65    | 59    | 5     | 13    | 3       | 0       | 1     | 19    | 3     | 1     | 0        | 3        | 0        | 2     | 0    | 1     | 14    | 0        | .220  | .258     | .322     | .580  |
| 1966년      | 난카이      | 4     | 2     | 2     | 0     | 0     | 0       | 0       | 0     | 0     | 0     | 0     | 0        | 0        | 0        | 0     | 0    | 0     | 0     | 1        | .000  | .000     | .000     | .000  |
| 1967년      | 난카이      | 6     | 2     | 2     | 0     | 0     | 0       | 0       | 0     | 0     | 0     | 0     | 0        | 0        | 0        | 0     | 0    | 0     | 1     | 0        | .000  | .000     | .000     | .000  |
| 1968년      | 난카이      | 27    | 35    | 30    | 3     | 3     | 0       | 0       | 1     | 6     | 1     | 0     | 0        | 3        | 0        | 2     | 0    | 0     | 10    | 0        | .100  | .156     | .200     | .356  |
| 1969년      | 난카이      | 20    | 11    | 11    | 1     | 3     | 0       | 1       | 0     | 5     | 1     | 0     | 0        | 0        | 0        | 0     | 0    | 0     | 3     | 0        | .273  | .273     | .455     | .727  |
| 1970년      | 난카이      | 1     | 0     | 0     | 0     | 0     | 0       | 0       | 0     | 0     | 0     | 0     | 0        | 0        | 0        | 0     | 0    | 0     | 0     | 0        | ----  | ----     | ----     | ----  |
| 1971년      | 난카이      | 33    | 68    | 63    | 10    | 17    | 2       | 0       | 0     | 19    | 8     | 0     | 0        | 1        | 1        | 2     | 0    | 1     | 10    | 0        | .270  | .299     | .302     | .600  |
| 1972년      | 난카이      | 30    | 24    | 20    | 4     | 6     | 0       | 0       | 0     | 6     | 2     | 0     | 0        | 1        | 0        | 3     | 0    | 0     | 4     | 0        | .300  | .391     | .300     | .691  |
| 1973년      | 난카이      | 64    | 57    | 46    | 2     | 7     | 1       | 0       | 1     | 11    | 6     | 0     | 0        | 1        | 2        | 6     | 1    | 2     | 11    | 0        | .152  | .268     | .239     | .507  |
| 1974년      | 난카이      | 73    | 78    | 74    | 5     | 21    | 6       | 0       | 2     | 33    | 8     | 0     | 0        | 0        | 0        | 4     | 2    | 0     | 10    | 1        | .284  | .321     | .446     | .766  |
| 1975년      | 난카이      | 79    | 216   | 196   | 15    | 44    | 8       | 0       | 4     | 64    | 21    | 2     | 1        | 4        | 1        | 14    | 0    | 1     | 38    | 4        | .224  | .278     | .327     | .605  |
| 1976년      | 난카이      | 24    | 45    | 42    | 1     | 4     | 0       | 0       | 0     | 4     | 0     | 0     | 0        | 1        | 0        | 1     | 0    | 1     | 8     | 1        | .095  | .136     | .095     | .232  |
| 1977년      | 난카이      | 38    | 44    | 40    | 1     | 9     | 1       | 0       | 0     | 10    | 2     | 0     | 0        | 0        | 0        | 3     | 0    | 1     | 11    | 1        | .225  | .295     | .250     | .545  |
| 1978년      | 난카이      | 1     | 0     | 0     | 0     | 0     | 0       | 0       | 0     | 0     | 0     | 0     | 0        | 0        | 0        | 0     | 0    | 0     | 0     | 0        | ----  | ----     | ----     | ----  |
| 통산 : 16년 | 통산 : 16년 | 498   | 670   | 604   | 49    | 132   | 23      | 1       | 10    | 187   | 54    | 3     | 1        | 15       | 4        | 38    | 3    | 9     | 122   | 8        | .219  | .273     | .310     | .583  |